# St. Paul's Suite
La St. Paul's Suite (Op. 29, n. 2) è una suite per orchestra d'archi composta da Gustav Holst nel 1912 e pubblicata, dopo alcune revisioni, nel 1922.
La suite prende il nome dalla St. Paul's Girls' School, un istituto scolastico londinese presso il quale Holst è stato direttore musicale dal 1905 al 1934. È la più famosa composizione scritta da Holst per i suoi studenti. Egli l'ha intitolata dedicandola alla St. Paul's School in segno di gratitudine, in quanto la scuola aveva costruito per lui uno studio insonorizzato.
È stata composta per orchestra d'archi, ma Holst stesso ha aggiunto delle parti per fiati, in maniera tale da coinvolgere un maggior numero di studenti.

## Movimenti
La suite si compone di quattro movimenti:

### I. Jig: Vivace
Con l'alternanza di 6/8 e 9/8.

### II. Ostinato: Presto
Il secondo tempo inizia con una figurazione che viene esposta dai secondi violini e che si protrae per tutta la durata del movimento. Il tema principale è introdotto dal violino solista.

### III. Intermezzo: Andante con moto
Chiamato "Dance" nel manoscritto. Il violino solista introduce il tema sopra il pizzicato degli archi, duettando poi con la viola solista. Segue una parte più sostenuta (Vivace), quindi il tema iniziale viene suonato dal quartetto di solisti.

### IV. Finale (The Dargason): Allegro
Arrangiamento dalla "Fantasia on the Dargason" dalla sua Seconda suite in fa per banda militare. Il tema iniziale, derivante da una canzone popolare (Dargason), viene proposto prima piano e poi gradualmente più forte. I violoncelli introducono poi il secondo tema, di un'altra canzone popolare (Greensleves), e le due canzoni vengono suonate fino alla fine del movimento.